# Шаттак Сент-Мари
Шаттак Сент-Мари — частное высшее спортивное учебное заведение в США. Принадлежит епископальной церкви.

## История
Основано в 1858 году на частные пожертвования. В 1864 году школа переехала на нынешнее место. Народное признание к школе пришло в XX веке — ныне в школе учатся студенты из 17 стран мира.

## Программа и факультеты
Наиболее популярен в школе хоккей. Также большое значение имеют лёгкая атлетика, фигурное катание и соккер.

## Известные выпускники
- Марлон Брандо, американский актёр.
- Тай Конклин, американский хоккеист, вратарь Детройт Ред Уингз.
- Джо Корво, американский хоккеист, защитник.
- Сидни Кросби, канадский хоккеист, нападающий Питтсбург Пингвинз и сборной Канады.
- Патрик Ивз, американский хоккеист, нападающий Каролина Харрикейнз
- Райан Мэлоун, американский хоккеист, нападающий.
- Зак Паризе, американский хоккеист, нападающий Миннесоты Уайлд и сборной США (в школе был хоккейным тренером его отец, бывший игрок НХЛ Жан-Поль Паризе).
- Джонатан Тэйвз, канадский хоккеист, нападающий Чикаго Блэкхокс и сборной Канады.
- Таунс Ван Зандт, американский музыкант и поэт.

## Известные студенты
- Кирилл Готовец, игрок сборной Белоруссии по хоккею с шайбой